# The Wilderness (Wirginia)

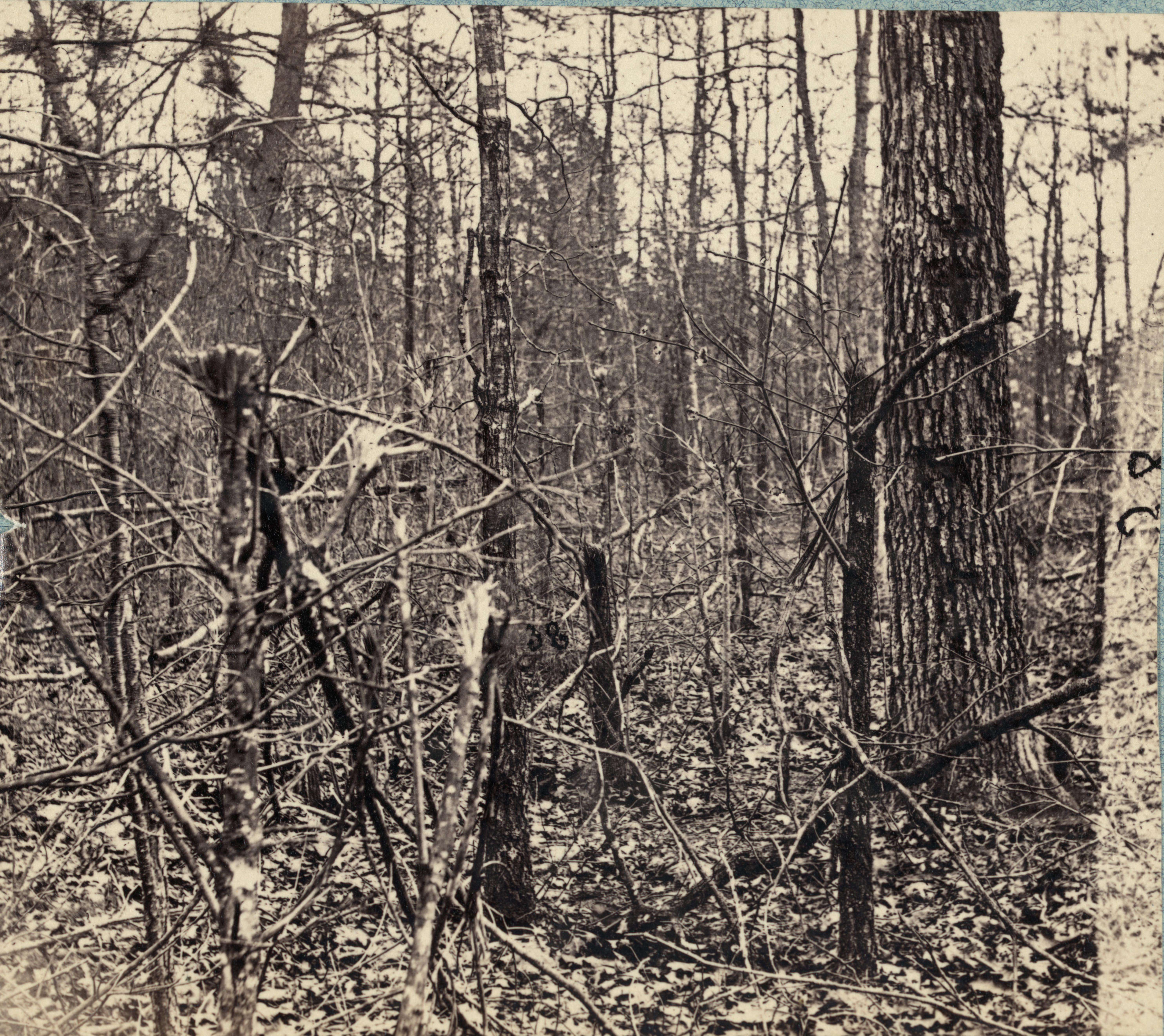
Fragment Wilderness (1864/1865)

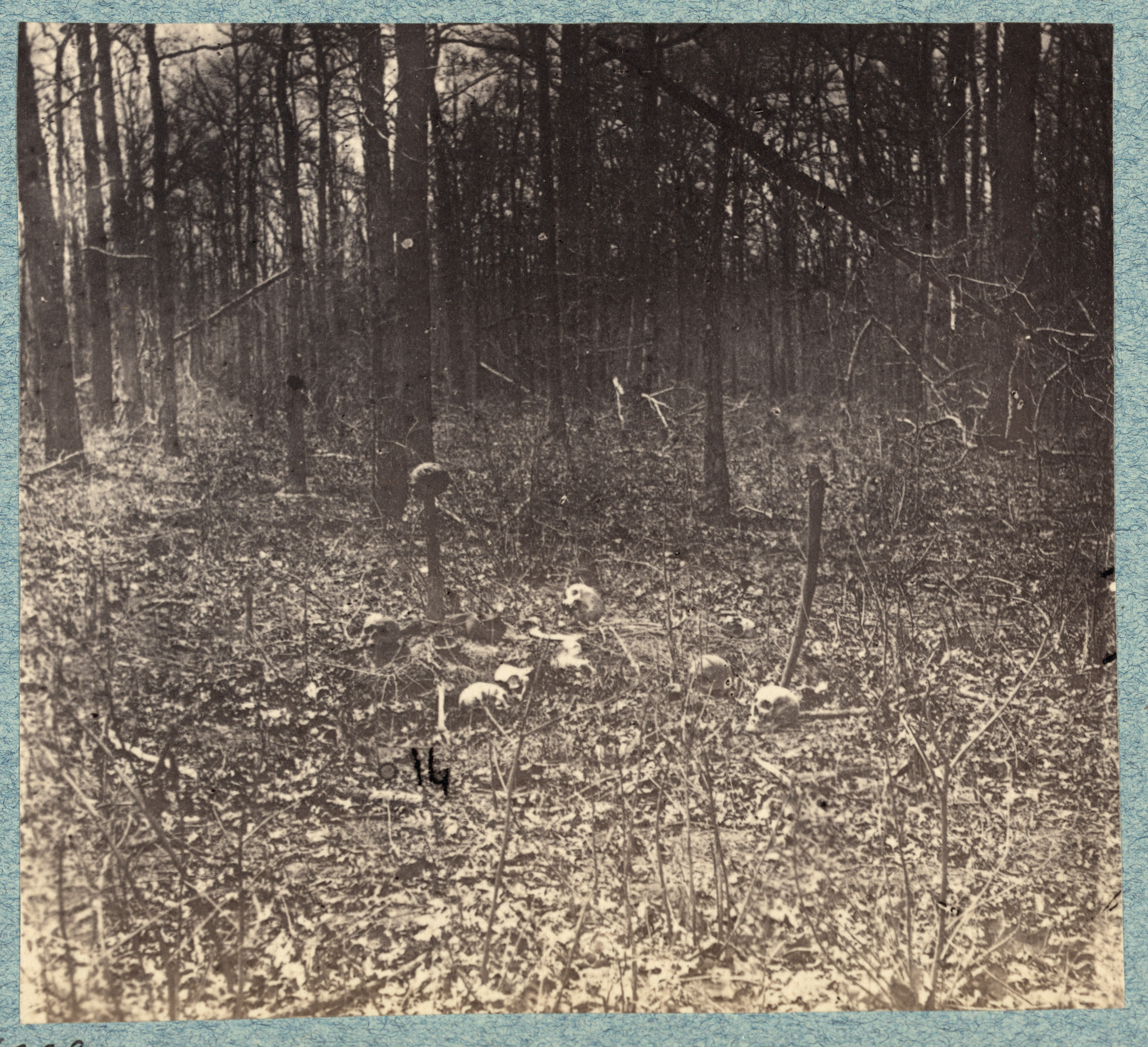
Czaszki i kości niepochowanych żołnierzy w Wilderness

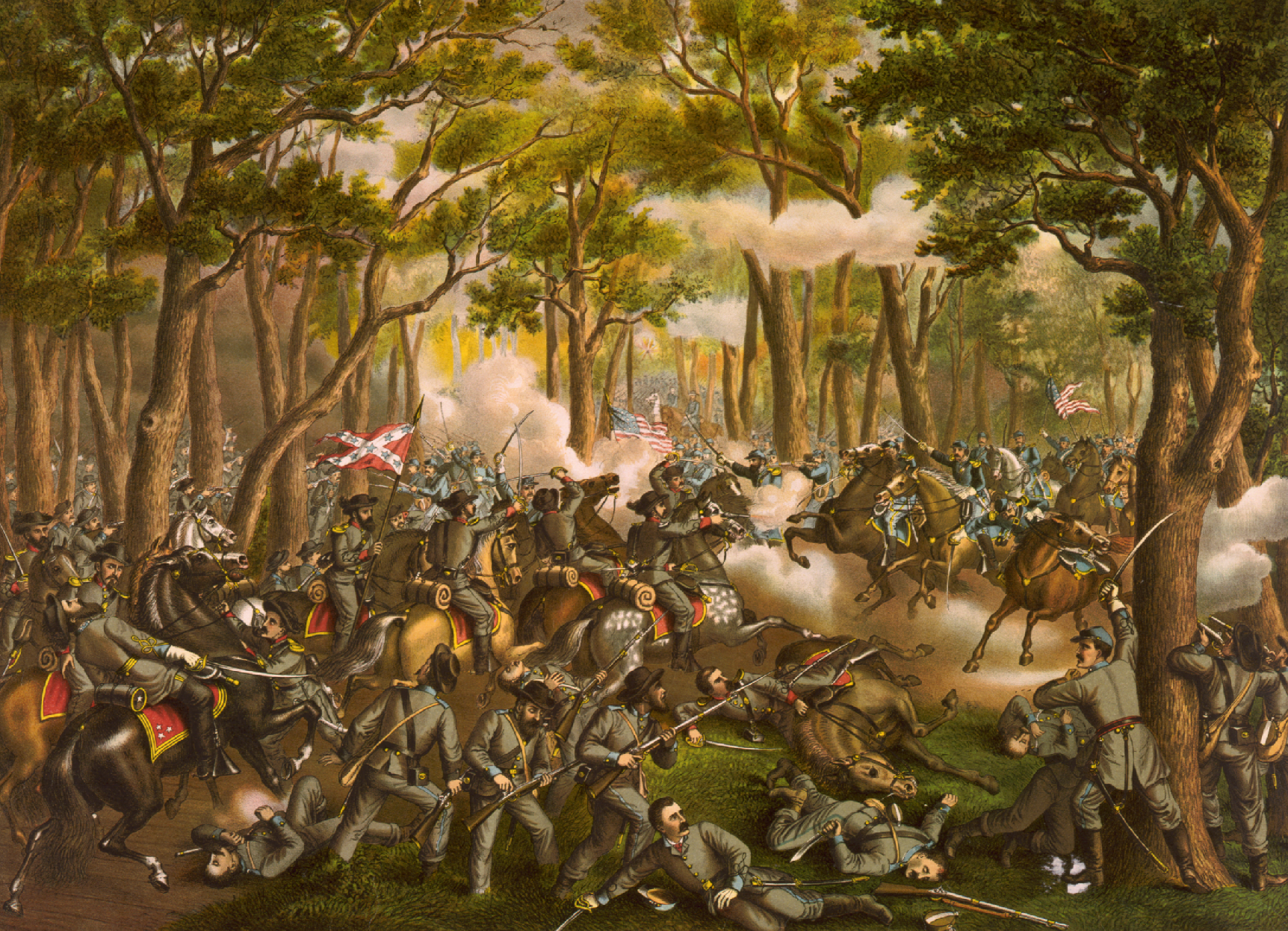
Bitwa w dziczy w czasie amerykańskiej wojny secesyjnej

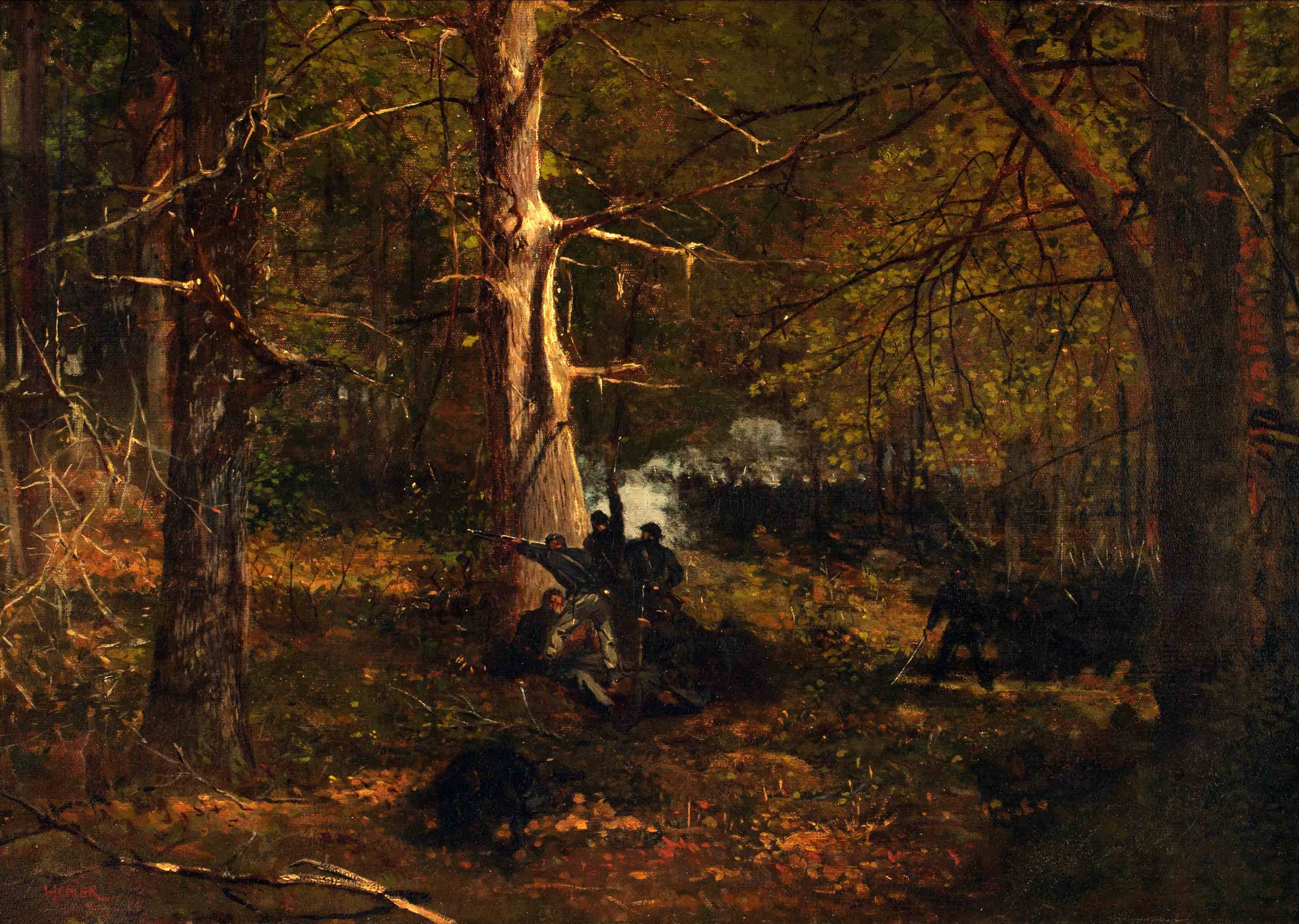
Bitwa na obrazie Winslowa Homera

Wilderness – gęsto zalesiony region w amerykańskim stanie Wirginia obejmujący część hrabstwa Orange i Spotsylvania, będący miejscem bitew w czasie wojny secesyjnej (1861–1865). 

## Opis
Wilderness znajduje się na południe od rzeki Rapidan River i wzdłuż rzeki Rappahannock River na długości 22,5 kilometra, a następnie około 12,8 lub 16 kilometrów na południe. Jego południową granicą jest jednostka osadnicza Spotsylvania Courthouse, a za zachodnią granicę zwykle uważa się dopływ Mine Run rzeki Rapidan River. Jego wschodnia granica nie jest do końca zdefiniowana, co powoduje, że szacunki jeśli chodzi o wielkość Wilderness są różne. Podczas gdy maksymalny obszar Wilderness wynosi od 340 do 400 km², historycy omawiający stoczone tam bitwy podczas amerykańskiej wojny secesyjnej, zazwyczaj używają liczby 180 km².
Pierwotny las w tym regionie został na początku wykarczowany z drzew pod uprawę tytoniu, którą porzucono, gdy gleba została wyjałowiona. Po jakimś czasie z ziemi zaczęły wyrastać małe drzewa i krzewy. Następnie mniejsze części lasu zostały ponownie wycięte jako „paliwo” dla przemysłu wydobywczego, a następnie ponownie porzucone. W 1732 roku William Byrd II opisał ziemię w pobliżu kopalni żelaza na obszarze Wilderness jako „nadzwyczaj jałową, a wzrost drzew na niej ledwie wystarczająco duży do wydobywania węgla”.
Na początku XIX wieku drzewa ponownie wycięto, aby wykorzystać je jako węgiel drzewny do zasilania pieców hutniczych w regionie. W latach 50. XIX wieku niewielki fragment lasu wykorzystano jako materiał do budowy dróg z desek. W ten sposób powstały nowe sekcje lasu wtórnego, gęsta mieszanka jeżyn, zarośli oraz sosen, cedrów i drzew liściastych z niskimi gałęziami. W czasie wojny secesyjnej stworzyło to „mieszaninę otwartych przestrzeni i roślinności o różnej gęstości”, przestrzeń, po której trudno było się poruszać. Pewien historyk opisał ten obszar jako „złowieszczy i cuchnący, gdzie z bagiennego podszycia wyrastały powykręcane drzewa, tak blisko siebie, że cały krajobraz pogrążony był w wiecznym mroku, z niemal nieprzeniknionymi zaroślami, chaotycznie płynącymi strumieniami, bagnami pełnymi ruchomych piasków i wąskimi drogami”.

## Wojna secesyjna
Bitwa w dziczy została stoczona w maju 1864 roku podczas wojny secesyjnej, jako część kampanii generała Ulyssesa Granta. Zarówno armie Unii, jak i Konfederacji miały trudności z manewrowaniem i używaniem artylerii oraz kawalerii z powodu gęstości dzikiego lasu. Ponieważ polan było niewiele, a region miał tylko kilka wąskich, krętych dróg, walka kawalerii była prawie niemożliwa. Gęste lasy, często wypełnione dymem, gdy się zapalały, utrudniały dostrzeżenie wrogich żołnierzy; gęsty, duszący dym płonących lasów doprowadzał do śmierci wielu żołnierzy z powodu uduszenia. Ograniczona widoczność stawiała atakujących w niekorzystnej sytuacji, ponieważ żołnierze często strzelali na dźwięki, a nie na wskazówki wizualne. Jednostki piechoty miały trudności z utrzymaniem szyku i często gubiły się lub brały udział w incydentach z bratobójczym ogniem. Konfederaci mieli lepszą znajomość terenu, co zmniejszało przewagę Unii w postaci większej liczby żołnierzy. Grant zdawał sobie sprawę, że Wilderness osłabia jego przewagę liczebną i artylerię, dlatego wolał przesunąć swoją armię dalej na południe, aby walczyć z generałem Robertem E. Lee na otwartym terenie.
Wcześniej podczas wojny, Wilderness odegrał istotną rolę na początku bitwy pod Chancellorsville 1 maja 1863 roku, kiedy generał Konfederacji Thomas „Stonewall” Jackson zniwelował przewagę liczebną generała Unii Josepha „Fighting Joe” Hookera, spychając go z powrotem do Wilderness, gdzie nie mógł łatwo manewrować i wykorzystać swojej siły. Hooker nie odpowiedział na działania Jacksona atakiem, aby go odepchnąć, wystawiając swoje siły na otwartą przestrzeń, lecz wycofał się dalej w głąb Wilderness do Chancellorsville.